# Pays de Beauce
 (juillet 2025).
Motif : Sans sources, structure sans fiscalité propre de moins de 50000 habitants.
- Archive Wikiwix
- Bing
- Cairn
- DuckDuckGo
- E. Universalis
- Gallica
- Google
- G. Books
- G. News
- G. Scholar
- Persée
- Qwant
- (zh) Baidu
- (ru) Yandex
- (wd) trouver des œuvres sur Wikidata

| 1. | Préciser le motif de la pose du bandeau. | Précisez le motif de la pose du bandeau en utilisant la syntaxe suivante : {{admissibilité à vérifier\|date=juillet 2025\|motif=remplacez ce texte par le motif}}                   |
| 2. | Informer les utilisateurs concernés.     | Pensez à avertir le créateur de l'article, par exemple, en insérant le code ci-dessous sur sa page de discussion : {{subst:avertissement admissibilité à vérifier\|Pays de Beauce}} |

Le Pays de Beauce ou Syndicat du Pays de Beauce était un pays du département d'Eure-et-Loir en région Centre-Val de Loire. Au carrefour de trois départements (Eure-et-Loir, Loiret et Essonne), cette structure intercommunale qui s'étend sur la région naturelle de la Beauce présente la caractéristique de ne pas avoir de pôle urbain structurant. La vie du pays s'organise autour d'Auneau, de Janville-Toury, d'Orgères en Beauce et de Voves.

## Historique
- 1998 : création du syndicat pour défendre une identité rurale forte
- 2007 : réactualisation de la charte
- 31 décembre 2017 : dissolution du Pays[1]

## Composition
Le Pays de Beauce se composait de:
- l'ancienne communauté de communes de la Beauce de Janville
- l'ancienne communauté de communes de la Beauce alnéloise
- l'ancienne communauté de communes de la Beauce vovéenne
- l'ancienne communauté de communes de la Beauce d'Orgères

## Compétences
Les objectifs du Syndicat du Pays de Beauce tiennent essentiellement en l'aménagement équilibré des équipements et services sur le territoire, notamment sur
- aménagement du territoire
- développement économique
- développement durable
- tourisme et patrimoine
- agriculture et environnement

### Source
- Carte interactive des communes d'Eure-et-Loir Conseil départemental d'Eure-et-Loir
- http://www.paysdebeauce.com/ (site fermé)